# Glazsnya
Glazsnya (macedónul: Глажња, albánul Gllazhnja) település Észak-Macedóniában, a Északkeleti körzetben, Lipkovo községben.

## Népesség
| Lakosok száma | 482  | 488  | 489  | 252  | 90   |      | 76   | 54   | 19   |
|               | 1948 | 1953 | 1961 | 1971 | 1981 | 1991 | 1994 | 2002 | 2021 |

- 2002-ben 54 lakosa volt, akik közül 53 albán és 1 egyéb.